# Serre de la Madone
Le jardin dit Serre de la Madone est un jardin d'agrément situé sur les hauteurs de Menton. Il comporte un riche ensemble de plantes illustrant la plantes méditerranéennes.

## Localisation
Il se situe donc sur les hauteurs de Menton (74 route de Gorbio), avec une vue dégagée sur la vallée

## Histoire
Le jardin dit Serre de la Madone a été créé par Lawrence Johnston, citoyen américain né à Paris, le 12 octobre 1871, et devenu citoyen britannique en 1900. Étudiant en histoire à Cambridge, il a participé à la guerre des Boers, en Afrique du Sud.
Sa mère lui offre, en 1907, Hidcote Manor, une propriété dans le Cotswolds, Gloucestershire, où il réalise, jusqu'au début de la Première Guerre mondiale, un nouveau type de jardin. Ce domaine a été légué au National Trust, en 1948.
Johnston s'engage en 1914 dans l'armée, et y obtient le grade de major. Après la Première Guerre mondiale, il découvre sur la Côte d'Azur, à Menton, où sa mère passait ses vacances d'hiver, un site idéal pour y créer un jardin, ne pouvant acclimater des plantes de pays chauds à Hidcote Manor.
Le 24 juin 1924, il achète des terrains détenus par divers propriétaires (Mr Maldini, Fortuné Ambroise Gioan et Barthélémy Caisson), puis agrandit son domaine jusqu'en 1928. Entre 1927 et 1931, il voyage en Afrique du Sud, en Chine et en Amérique pour acquérir des plantes rares.
Le domaine s'étend sur 63 337 m2 répartis entre l'altitude de 51 mètres et 150 mètres sur la route de la Serre de la Madone. Avec l'aide de H. Lloyd, il transforme un domaine planté de citronniers et d'oliviers en jardin d'agrément.
Le jardin est organisé sur des terrasses. Une villa construite à l'altitude de 80 mètres sépare l'espace agricole de l'espace forestier. Pour alimenter son jardin il réalise ou modernise douze citernes lui permettant d'avoir une réserve de 1 000 m3 d'eau.
Johnston quitte le domaine de la Serre de la Madone en 1940 pour regagner l'Angleterre. La propriété est pillée pendant l'Occupation. Johnston n'y revient qu'en 1949, mais souffre déjà des problèmes de mémoire. Le 24 avril 1952, un éboulement de 200 mètres dû à des pluies incessantes endommage le domaine. Lawrence Johnston y meurt le 27 avril 1958.
La propriété a été léguée de son vivant à Norah Lindsay, férue de jardins. Après la mort de cette dernière, sa fille Nancy Lindsay (1896-1973), passionnée de roses qui a découvert la rose ancienne 'Belle Amour', la reçoit en héritage.
Puis la propriété est acquise en 1959 par Evelyn Bingham Baring ; après sa mort en 1966, par M. Marsteller, puis rapidement vendue en 1967 au comte Jacques R. de Wurstemberger (propriétaire aussi du château de Vincy en Suisse). Le parc est entretenu jusqu'à la vente, en 1986, à une société monégasque, puis il est laissé à l'abandon. Dans l'espoir de stopper la dégradation le parc est classé au titre des Monuments historiques en 1990. Le domaine est acheté en 1999 par le Conservatoire de l'espace littoral et des rivages lacustres. Un travail de réhabilitation du site a pu alors commencer.

## Classement
Le domaine a été classé au titre des Monuments historiques le 12 décembre 1990.

## Galerie

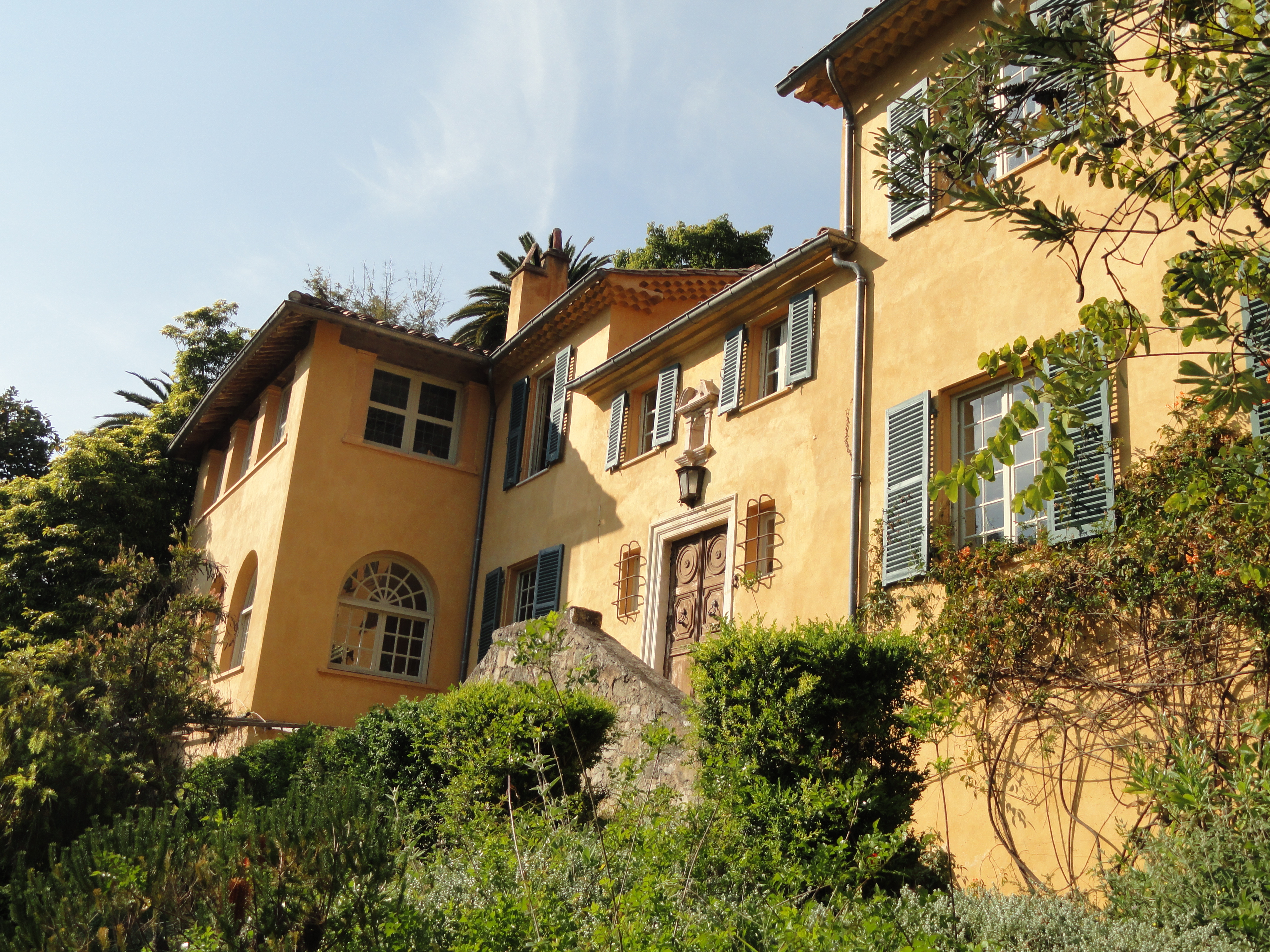
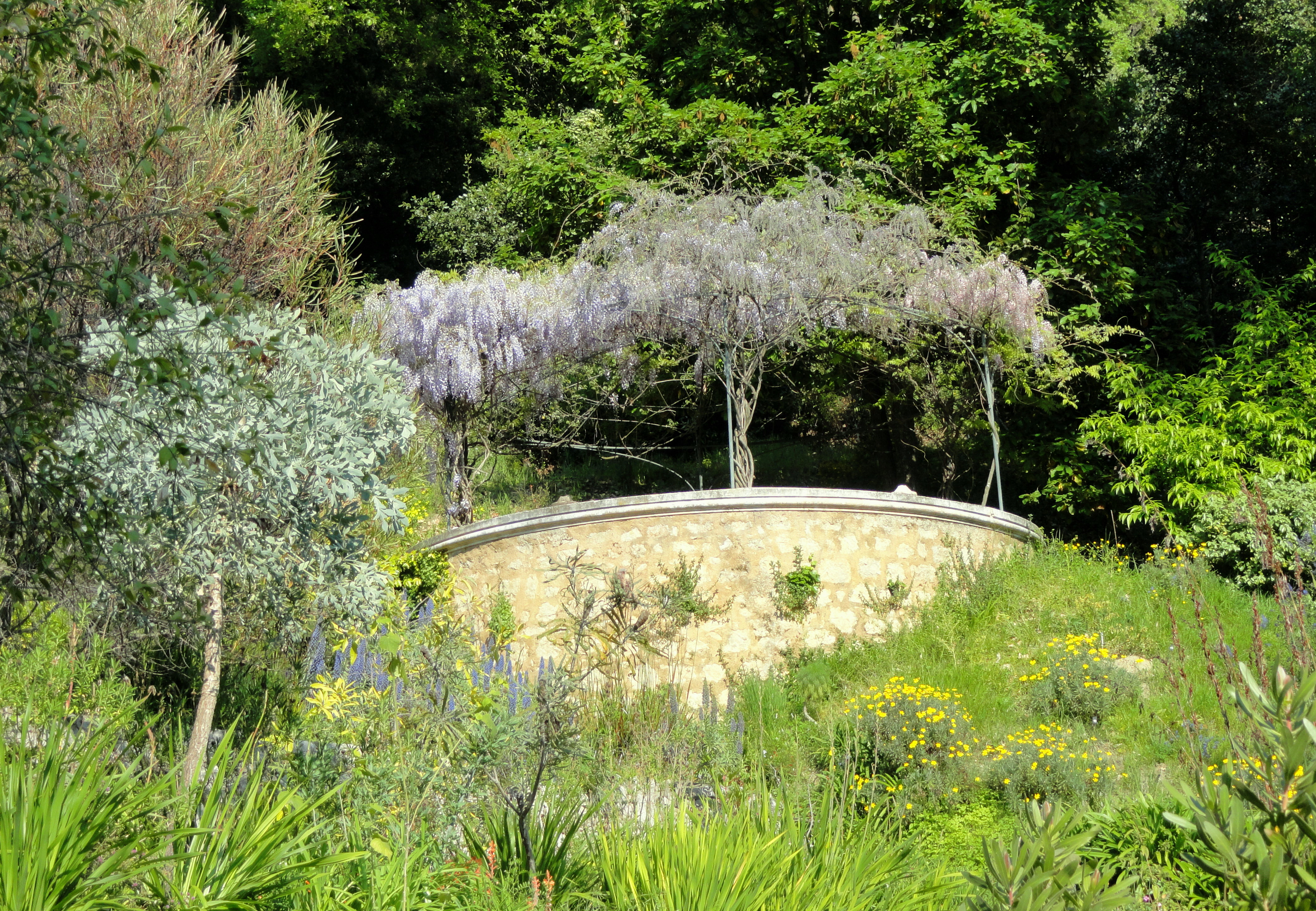
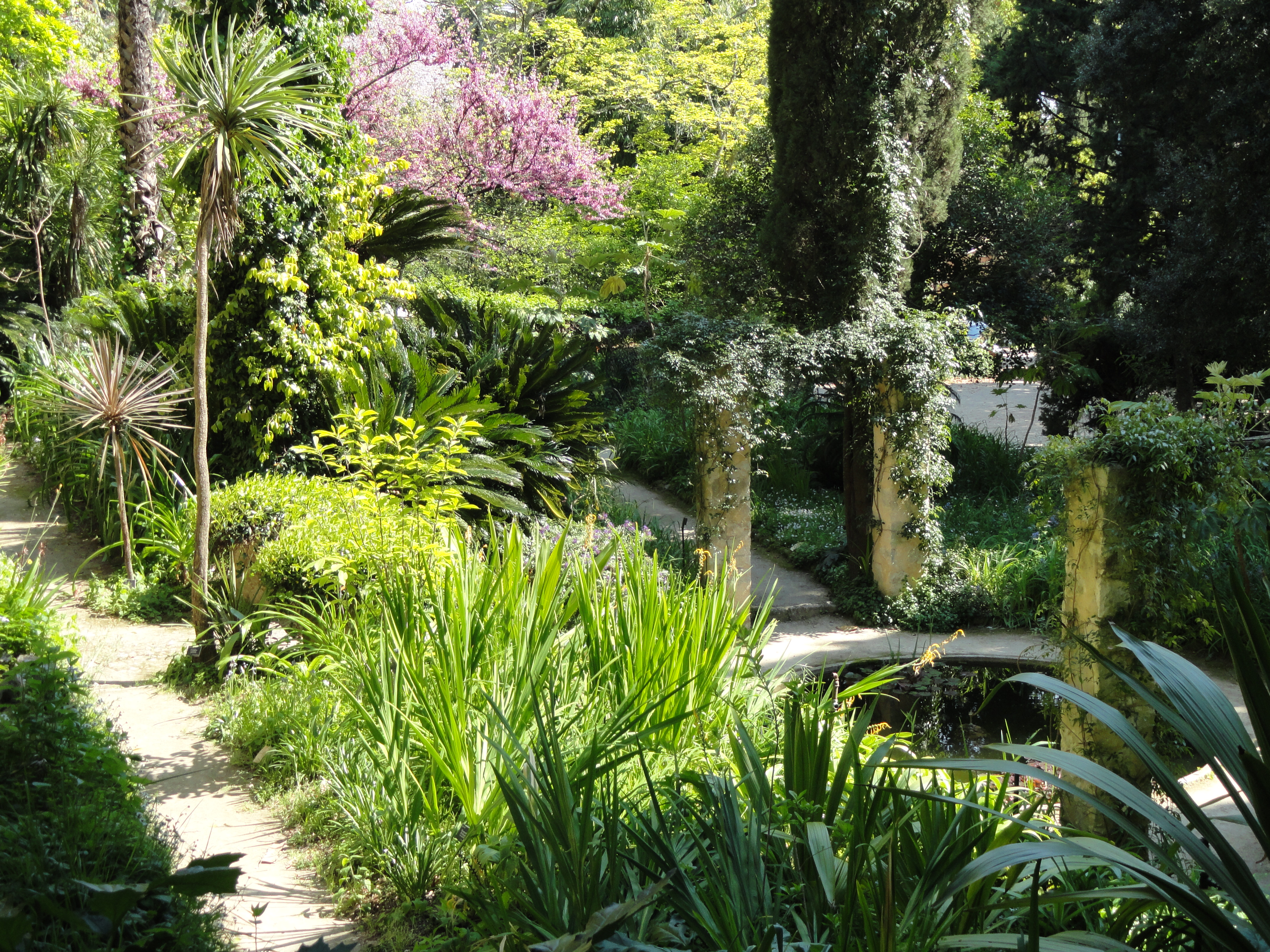
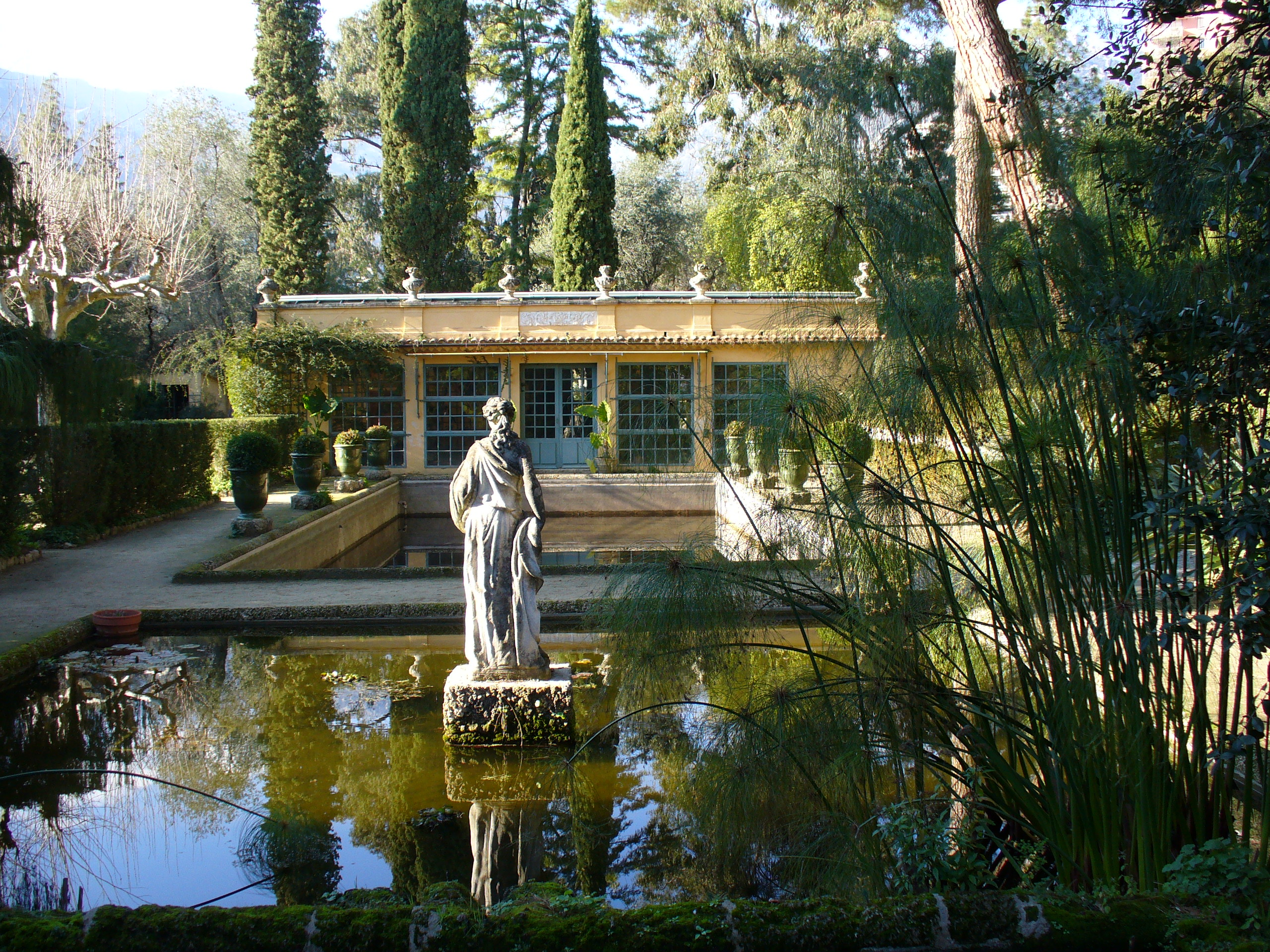
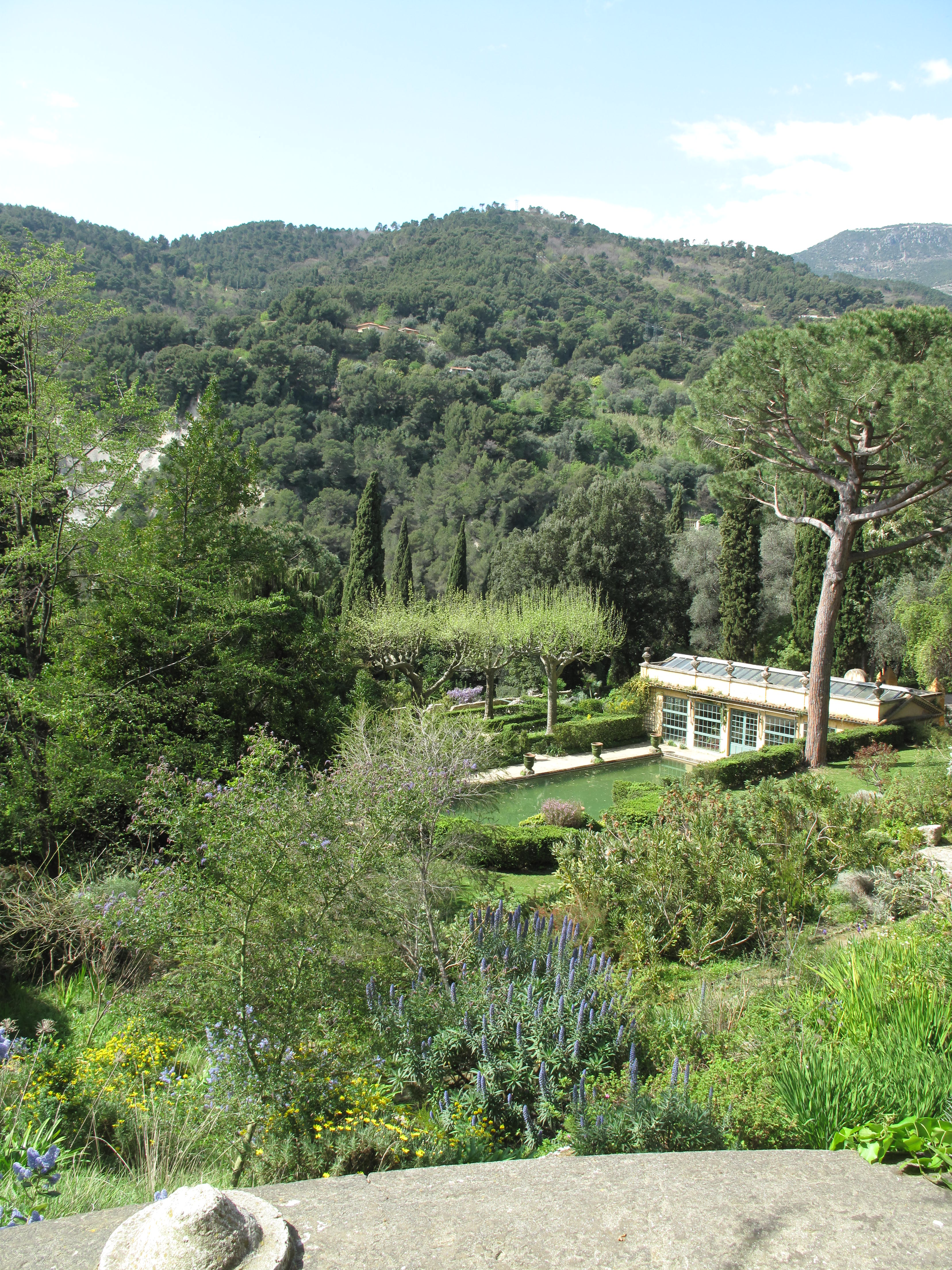
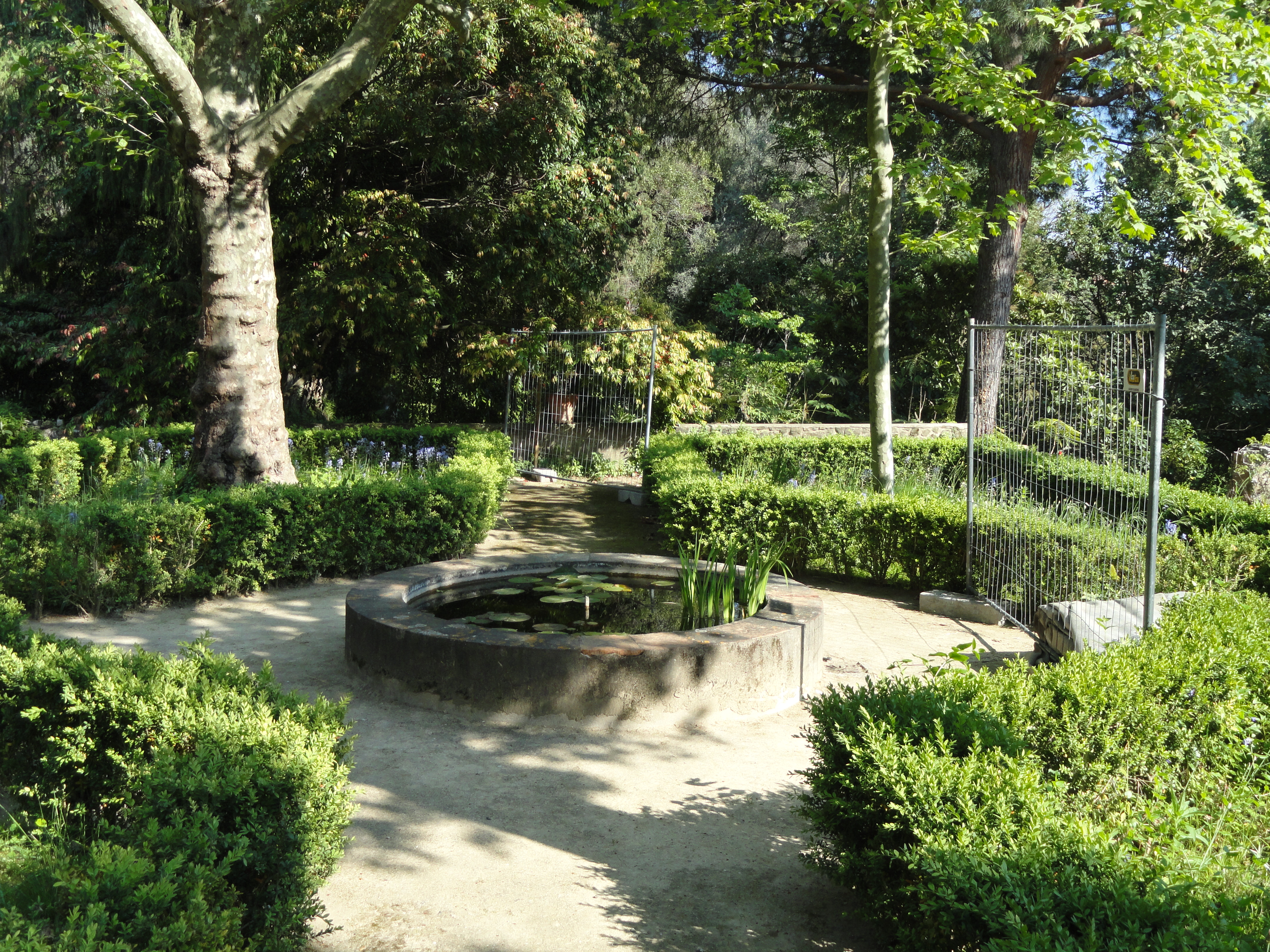
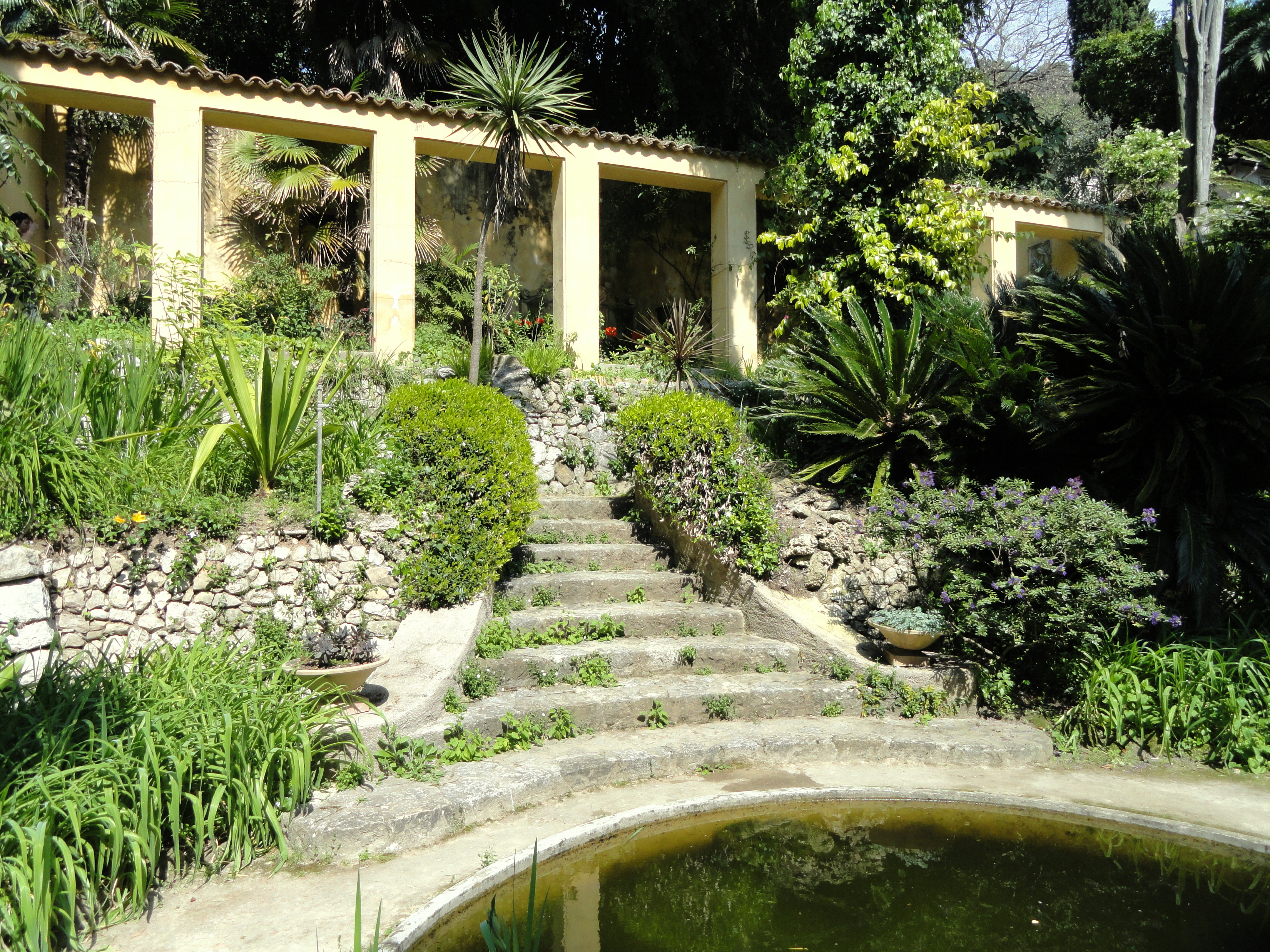
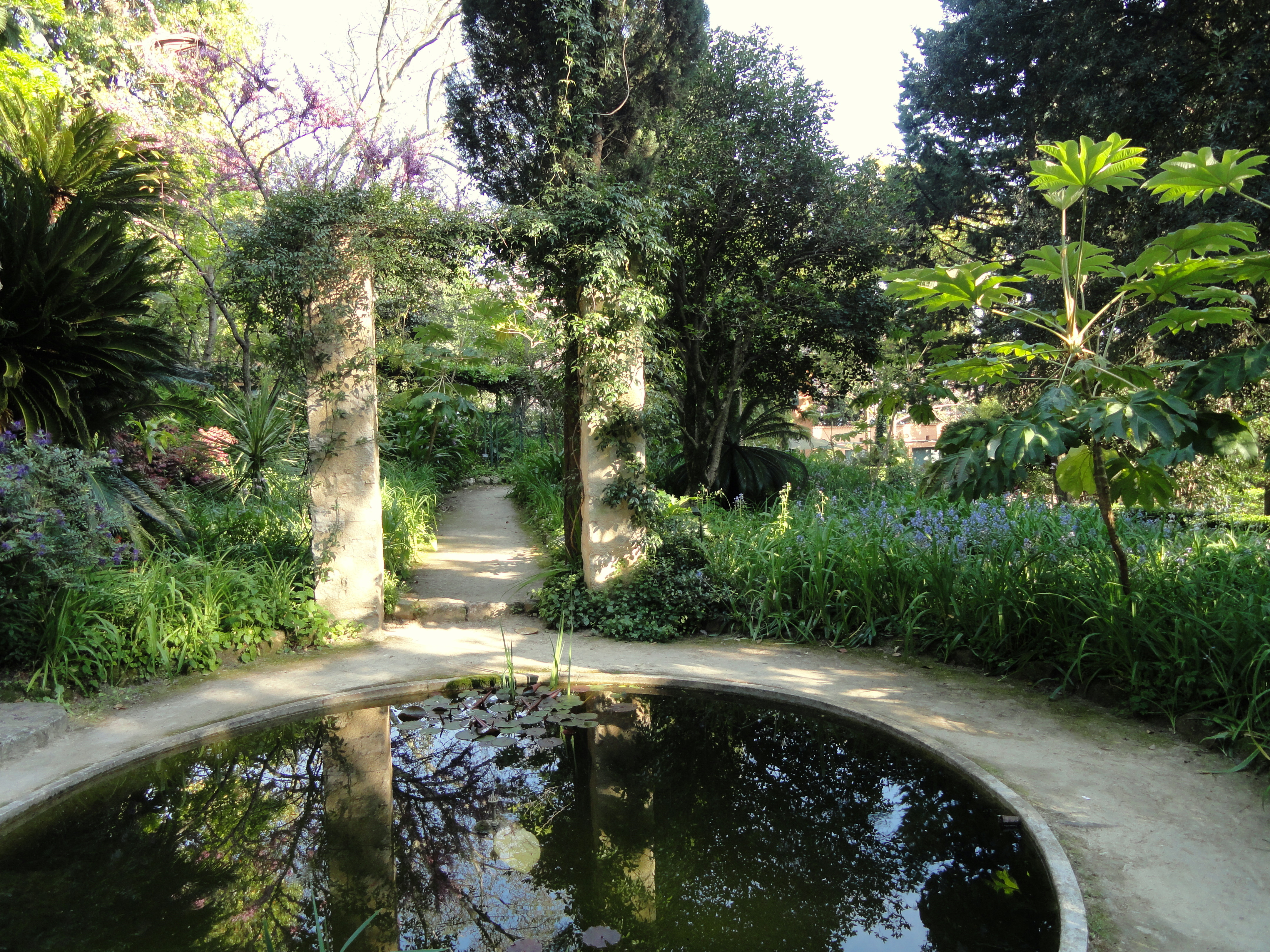
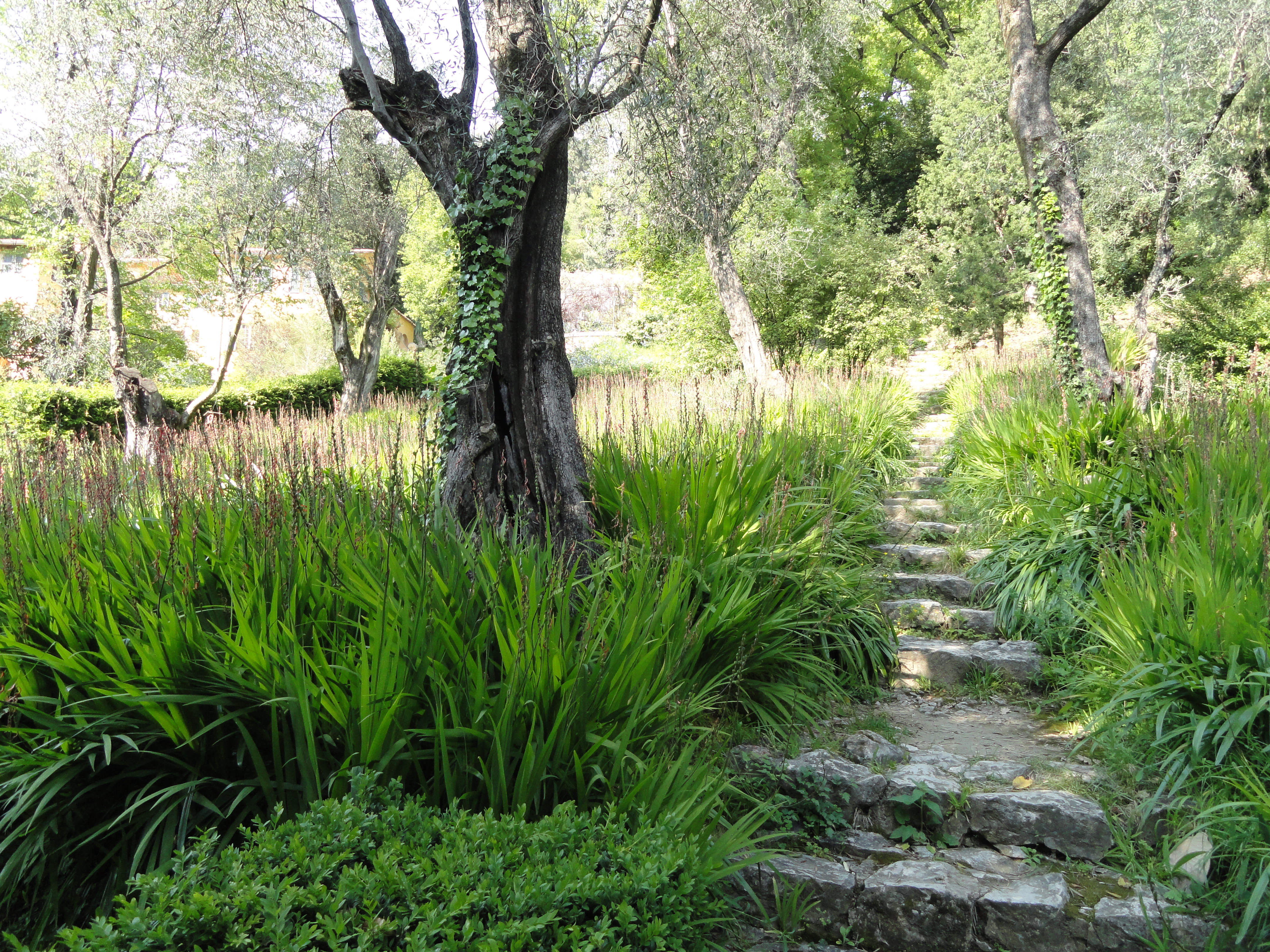
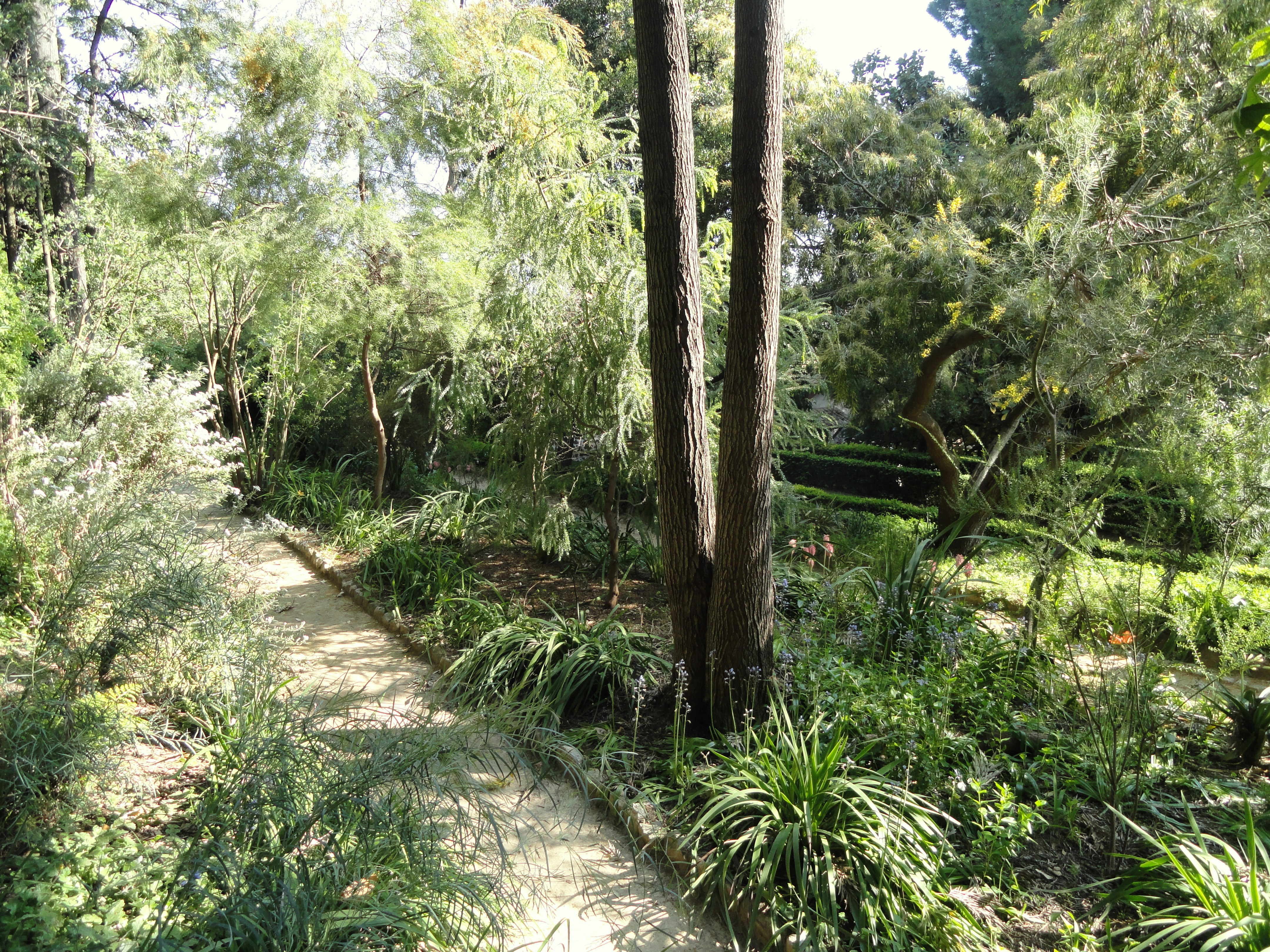
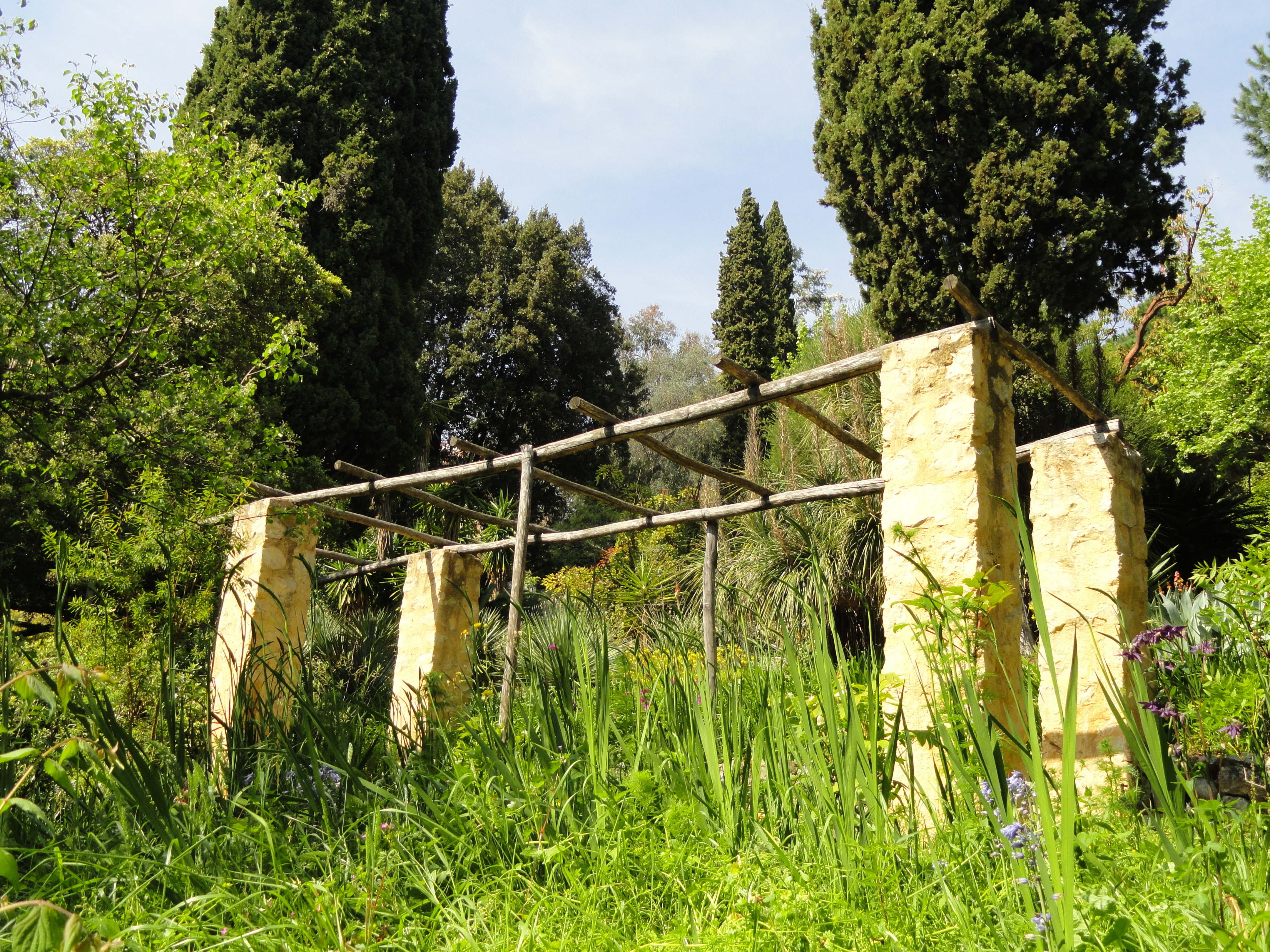
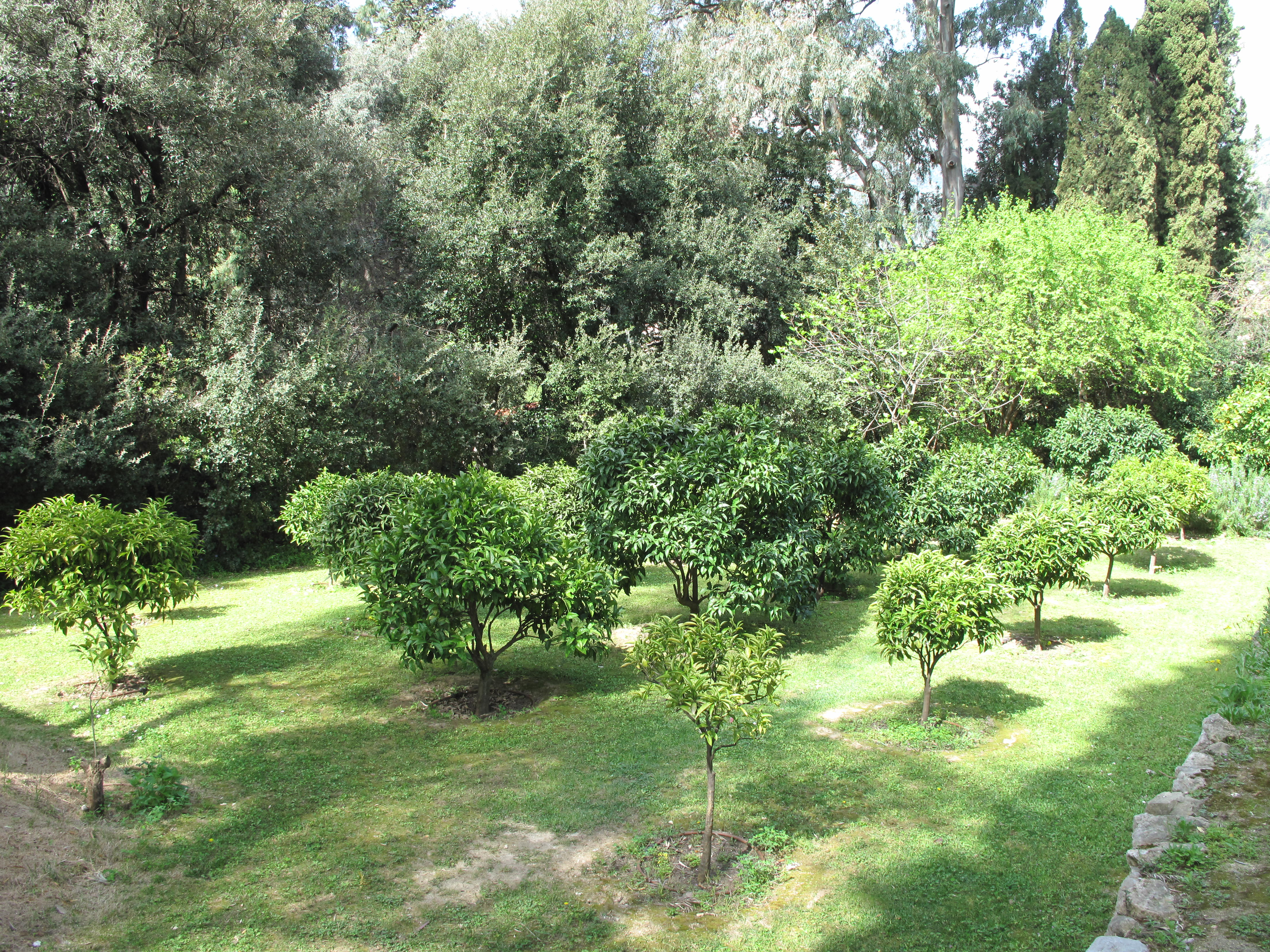